# Pristimantis helvolus
Espèce
Synonymes
- Eleutherodactylus helvolus Lynch & Rueda-Almonacid, 1998

Statut de conservation UICN

 EN B1ab(iii) : En danger
Pristimantis helvolus est une espèce d'amphibiens de la famille des Craugastoridae.

## Répartition
Cette espèce est endémique du versant Est de la cordillère Centrale en Colombie. Elle se rencontre entre 1 800 et 2 650 m d'altitude :
- dans les municipalités de Pensilvania et de Samaná dans le département de Caldas ;
- dans les municipalités de Guatapé et d'Anorí dans le département d'Antioquia.

## Description
Les mâles mesurent de 18,8 à 19,9 mm et la femelle 25,6 mm.

## Publication originale
- Lynch & Rueda-Almonacid, 1998 : New frogs of the genus Eleutherodactylus from the eastern flank of the northern Cordillera Central of Colombia. Revista de la Academia Colombiana de Ciencias Exactas Fisicas y Naturales, vol. 22, no 85, p. 561-570 (texte intégral).